# Gary Dubin
Gary Dubin (født 5. maj 1959 i Los Angeles, Californien, død 8. oktober 2016) var en skuespiller, der portrætterede Punky Lazaar, en ven af Danny, i serien The Partridge Family. Han lagde stemme til Toulouse (killing) i Aristocats fra 1970, og spillede en del af den ulyksalige teenager Eddie Marchand, der blev spist af hajen i Dødens gab 2. Dubin spillede en bortløben dreng i Green Acres i 1968.

## Udvalgt filmografi
| År        | Titel                | Rolle          |
| --------- | -------------------- | -------------- |
| 1978      | Dødens gab 2         | Eddie Marchand |
| 1970–1971 | The Partridge Family | Punky Lazaar   |
| 1970      | Aristocats           | Toulouse       |